# 1996-os magyar vívóbajnokság
Az 1996-os magyar vívóbajnokság a kilencvenegyedik magyar bajnokság volt. A férfi tőrbajnokságot december 21-én rendezték meg, a férfi párbajtőrbajnokságot december 20-án, a kardbajnokságot december 18-án, a női tőrbajnokságot december 18-án, a női párbajtőrbajnokságot pedig december 19-én, mindet Budapesten, a Nemzeti Sportcsarnokban.

## Eredmények
| Versenyszám          | Arany                        | Arany | Ezüst                   | Ezüst | Bronz                                                                | Bronz |
| -------------------- | ---------------------------- | ----- | ----------------------- | ----- | -------------------------------------------------------------------- | ----- |
| Férfi tőrvívás       | Juhász Attila Vasas SC       |       | Dancsó András Vasas SC  |       | Kiss Róbert Vasas SCPuskás Gábor Újpesti TE                          |       |
| Férfi párbajtőrvívás | Kovács Iván MTK              |       | Kolczonay Ernő Fless VK |       | Imre Géza Bp. HonvédKulcsár Krisztián Bp. Honvéd                     |       |
| Férfi kardvívás      | Ferjancsik Domonkos Vasas SC |       | Decsi András Újpesti TE |       | Csécs László Újpesti TEKörmöczi Gábor BSE                            |       |
| Női tőrvívás         | Lantos Gabriella Bp. Honvéd  |       | Mohamed Aida MTK        |       | Tóth Mónika Újpesti TEMincza Ildikó MTK                              |       |
| Női párbajtőrvívás   | Nagy Tímea Bp. Honvéd        |       | Hormay Adrienn MTK      |       | Szalay Gyöngyi Tapolcai Bauxit ISETóth Hajnalka Békéscsabai Előre VE |       |